# Raf Hooyberghs
Raphaël ("Raf") Hooyberghs (Veerle,  28 september 1948) is een Belgisch voormalig wielrenner. 

## Biografie
Hooyberghs was profwielrenner van 1970 tot 1974. Van 1966 tot 1969 reed hij als amateur. Nadat hij in 1969 Belgisch Kampioen wielrennen voor elite zonder contract geworden was, kreeg hij het jaar nadien een contract.
Zijn grootste overwinningen waren de Tour du Nord in 1970 en de Omloop der Vlaamse Gewesten in 1972.

## Belangrijkste uitslagen
1969
- Belgisch kampioenschap wielrennen voor elite zonder contract

1970
- 2e in Scheldeprijs
- 2e in 2e etappe Tour du Nord
- 1e in 4e etappe Tour du Nord
- 1e in eindklassement Tour du Nord
- 2e in Grote Prijs Jef Scherens

1972
- 1e in Omloop der Vlaamse Gewesten